# Komusubi
Komusubi (jap. 小結 komusubi) – najniższa ranga w hierarchii grupy san'yaku, w japońskich zapasach sumo. Może ją posiadać co najmniej dwóch, a maksymalnie czterech zawodników jednocześnie. Awansuje do niej maegashira, który miał w turnieju bilans walk co najmniej 10-5, albo automatycznie najwyżej sklasyfikowany maegashira, jeśli wskutek utraty rangi przez innego komusubi, w tejże randze jest mniej niż dwóch zawodników.